# Manlio Di Rosa
Manlio Di Rosa (ur. 14 września 1914 w Livorno, zm. 15 marca 1989 tamże) – włoski florecista, wielokrotny medalista igrzysk olimpijskich i mistrzostw świata.
Na igrzyskach olimpijskich w Berlinie w 1936 roku razem z Giulio Gaudinim, Gioacchino Guaragną, Gustavo Marzim, Giorgio Bocchino i Ciro Verrattim zdobył złoty medal w zawodach drużynowych. Po zakończeniu II wojny światowej wystartował na igrzyskach olimpijskich w Londynie w 1948 roku, gdzie wspólnie z Edoardo Mangiarottim, Renzo Nostinim, Giuliano Nostinim, Giorgio Pellinim i Saverio Ragno był drugi drużynowo. Indywidualnie zajął szóste miejsce. Kolejne dwa medale wywalczył na igrzyskach olimpijskich w Helsinkach w 1952 roku. Najpierw Mangiarotti, Di Rosa, Pellini, Renzo Nostini, Giancarlo Bergamini i Antonio Spallino zdobyli srebro drużynowo, przegrywając w finale z Francuzami. Następnie był trzeci w turnieju indywidualnym, wygrywając pięć z ośmiu walk w rundzie finałowej, przegrywając tylko z Francuzem Christianem d’Oriolą i Edoardo Mangiarottim. Brał też udział w igrzyskach olimpijskich w Melbourne w 1956 roku, gdzie Włosi w składzie: Edoardo Mangiarotti, Manlio Di Rosa, Giancarlo Bergamini, Antonio Spallino, Luigi Carpaneda i Vittorio Lucarelli zdobyli złoto. W rywalizacji indywidualnej tym razem nie startował.
Podczas mistrzostw świata w Budapeszcie w 1933 roku Giorgio Bocchino, Manlio Di Rosa, Gioacchino Guaragna, Giorgio Macerata, Giuliano Nostini i Saverio Ragno zdobyli złoty medal w turnieju drużynowym. W tej samej konkurencji zdobywał też złote medale na mistrzostwach świata w Warszawie (1934), mistrzostwach świata w Paryżu (1937), mistrzostwach świata w Kairze (1949), mistrzostwach świata w Monte Carlo (1950), mistrzostwach świata w Luksemburgu (1954) i mistrzostwach świata w Rzymie (1955) oraz srebrne na mistrzostwach świata w Lizbonie (1947), mistrzostwach świata w Sztokholmie (1951) i mistrzostwach świata w Brukseli (1953). Zdobył również trzy medale w zawodach indywidualnych: złoty na MŚ 1951, srebrny na MŚ 1947 (za Christianem d'Oriolą) i brązowy na M3 1954 (za Christianem d’Oriolą i Edoardo Mangiarottim).